# Kosore
Kosore falu Horvátországban Split-Dalmácia megyében. Közigazgatásilag Vrlikához tartozik.

## Fekvése
Splittől légvonalban 47, közúton 73 km-re északra, községközpontjától 3 km-re északra, a Svilaja-hegység és a Cetina-folyó között fekszik. Településrészei Lelasi, Ercezi, Lakići, Lisičari, Klepići, Mišine, Radnići, Mučale, Arnauti, Jovići, Kosorčići, Bodrožinci, Medići, Utrženi és Ivančići.

## Története
A régészeti leletek tanúsága szerint területe már az őskorban is lakott volt. Az őskori erődített település maradványai a „Gradina” lelőhelyen, a falu keleti részén találhatók, a Vrlika közelében fekvő az Kosorska glaván. A tágas ovális fennsíkot, amelynek területe körülbelül 80-90mx50m, minden oldalról szárazon rakott kőfalak veszik körül, amelyekből mára magas és széles töltések maradtak. A sánc délkeleti sarkában található egy nagyobb négyzet alakú rész, valószínűleg egy torony maradványa. A sánc többi részén helyenként falazat nyomai láthatók, ami a sáncok későbbi változásaira utal. Figyelembe véve a sáncok falazatának nyomait, a Gradina az őskor után valószínűleg a késő ókorig használatban volt. Fennsíkjáról a Cetina folyó felső folyása körüli széles területet jól be lehetett látni.
Területe 1688-ban Knin velencei ostromával egy időben szabadult fel a török uralom alól. Ezt követően Boszniából és Hercegovinából érkezett új keresztény lakosság, köztük mintegy háromszáz pravoszláv család települt át Vrlika környékére. Ők voltak a mai lakosság ősei. Az 1714-ben kitört velencei-török háború során rövid időre újra török kézre került, de a háború végén 1718-ban az új határt már a Dinári-hegységnél húzták meg és ezzel végleg velencei kézen maradt. 1797-ben a Velencei Köztársaság megszűnésével a település a Habsburg Birodalom része lett. 1806-ban Napóleon csapatai foglalták el és 1813-ig francia uralom alatt állt. Napóleon bukása után ismét Habsburg uralom következett, mely az első világháború végéig tartott. 1857-ben 310, 1910-ben 469 lakosa volt. Az I. világháború után rövid ideig az Olasz Királyság, ezután a Szerb-Horvát-Szlovén Királyság, majd Jugoszlávia része lett. A második világháború idején olasz csapatok szállták meg. 1991-től a független Horvátországhoz tartozik. Ekkor lakosságának 66 százaléka horvát, 32 százaléka szerb nemzetiségű volt. A délszláv háború során elfoglalták a szerb csapatok, horvát lakossága elmenekült. 1995. augusztus 6-án a „Vihar” hadművelet során foglalták vissza a horvát csapatok. Lakossága 2011-ben 191 fő volt. Katolikus hívei a vrlikai plébániához tartoznak.

## Lakosság
| Lakosság változása | Lakosság változása | Lakosság változása | Lakosság változása | Lakosság változása | Lakosság változása | Lakosság változása | Lakosság változása | Lakosság változása | Lakosság változása | Lakosság változása | Lakosság változása | Lakosság változása | Lakosság változása | Lakosság változása | Lakosság változása |
| ------------------ | ------------------ | ------------------ | ------------------ | ------------------ | ------------------ | ------------------ | ------------------ | ------------------ | ------------------ | ------------------ | ------------------ | ------------------ | ------------------ | ------------------ | ------------------ |
| 1857               | 1869               | 1880               | 1890               | 1900               | 1910               | 1921               | 1931               | 1948               | 1953               | 1961               | 1971               | 1981               | 1991               | 2001               | 2011               |
| 310                | 287                | 294                | 332                | 398                | 469                | 507                | 608                | 658                | 653                | 626                | 609                | 482                | 431                | 238                | 191                |